# 甲府市役所
甲府市役所（こうふしやくしょ）は、日本の地方公共団体である甲府市の執行機関としての事務を行う施設（役所）である。

## 歴史
市制が施行された1889年（明治22年）に柳町72番地（現在の中央二丁目）に初代庁舎が竣工し、甲府市役所として業務が開始された。その後市の発展により狭隘となったことから1915年（大正4年） に相生町53番地（現在の中央一丁目）にあった甲府市立春日小学校跡地に2代目庁舎を建設し業務を開始するが、1945年（昭和20年）の甲府空襲により庁舎が焼失。戦後は戦災を免れた水道局庁舎のある錦町（現在の丸の内地区）に移転し3代目庁舎として業務を行い、1961年（昭和36年）に隣接する形で鉄筋5階建の4代目庁舎を建設。その後業務多様化により手狭となったことから1975年（昭和50年）にかつて甲府中央郵便局として使用された建物を取得し市庁舎に改修。さらにNTTや民間ビルなどの建物を取得・交換して本庁舎に組み込んでいく形をとっていった。
1990年頃から後述の理由で新しい庁舎へ建て替える運動が高まり、2010年（平成22年）5月より建て替えの間は旧相生小学校と旧穴切小学校の校舎を使用した仮庁舎へ移転。2013年（平成25年）に5代目庁舎が完成し、5月より業務を開始している。
現在の本庁舎が立地する丸の内一丁目は甲府城追手門前に位置し、二ノ堀に囲郭された武家地にあたる。甲府城下の絵図類から本庁舎敷地内は甲府勤番追手役宅に比定されており、敷地内からは役宅に関係する可能性のある遺構も確認されている。

## 庁舎

### 本庁舎
地上10階、地下1階、塔屋2階の1棟建で、免震構造を備えた鉄骨構造（一部鉄筋コンクリート）として2013年（平成25年）5月7日より業務開始。塔屋はブドウ棚をイメージしており、屋上部分には太陽光パネルを設置。また屋上緑化や地中熱交換パイプ、自然換気を使用した換気・冷暖房施設やトイレの水に雨水を使用するなど環境配慮型となっている。また電気供給がストップした場合は太陽光パネルにディーゼル式地下発電を稼動し、災害時において独自で電力が確保できるようになっている。
1階に140台収容の来庁者用駐車場と市民広場を設置しエントランスを介してエレベーターとエスカレーターで上層階へ昇れるようにしている。窓口は2・3階に集約して旧庁舎で懸念されていた窓口分散を解消。5階にある市長室をはじめと4階から9階までの各部署の執務室は職員用通用口を介するなどしてセキュリティ性を高めており、最上階（10階）は市議会議場を囲む形で展望フロアを設けている。地階は職員用駐車場とし、旧庁舎で問題になっていた駐車場不足の解消も行っている。
一般市民が自由に立ち入りできるのは1階から3階までと10階のみとなっている。展望フロアは年末年始（12月31日から翌年1月3日まで）を除き8時30分から21時30分まで利用可能である。
| 階     | 概 要 |
| ------ | --- |
| 10階   | 甲府市議会議場、議会事務局（議長室、副議長室、議員控室）、展望フロア |
| 9階    | 総務部（研修厚生課） 、教育部（教育長室、総務課、学校教育課、学事課、文化課、スポーツ課、生涯学習課、国民文化祭課）、監査委員事務局、学校給食会、文化協会、甲府市教育委員会      |
| 8階    | 産業部（総務課、労政課、商工課、観光課、農政課、林政課）、建設部（総務課、住宅課、区画整理課）、農業委員会事務局、工業協会、観光協会、自治会連合会事務局、老人クラブ連合会事務局 |
| 7階    | 建設部（都市計画課、都市整備課、建築指導課、道路河川課、建築営繕課、地籍調査課）                                                                                                 |
| 6階    | 総務部（契約課、情報課、指導検査担当課長）、企画部（総務課、政策課、交通政策課、リニア政策担当課長、行政改革課、財政課、南北地域振興課、まちづくり課）                           |
| 5階    | 市長室、総務部（総務課、法制課、人事課、管財課） |
| 4階    | 企画部（危機管理課、防災課）、市民部（総務課、消費生活センター、市民対話課、人権男女参画課）、選挙管理委員会                                                                     |
| 3階    | 福祉部（総務課、児童育成課、児童保育課、生活福祉課）、税務部（総務課、資産税課、市民税課、滞納整理課、収納課）、山梨中央銀行甲府市役所出張所                                     |
| 2階    | 市民部（市民課、国民健康保険課）、福祉部（介護保険課、高齢者福祉課、障害福祉課）、日本郵政甲府市役所内郵便局                                                                     |
| 1階    | 一般用駐車場、総合窓口、市民プラザ、ローソン |
| 地下階 | 職員用駐車場 |

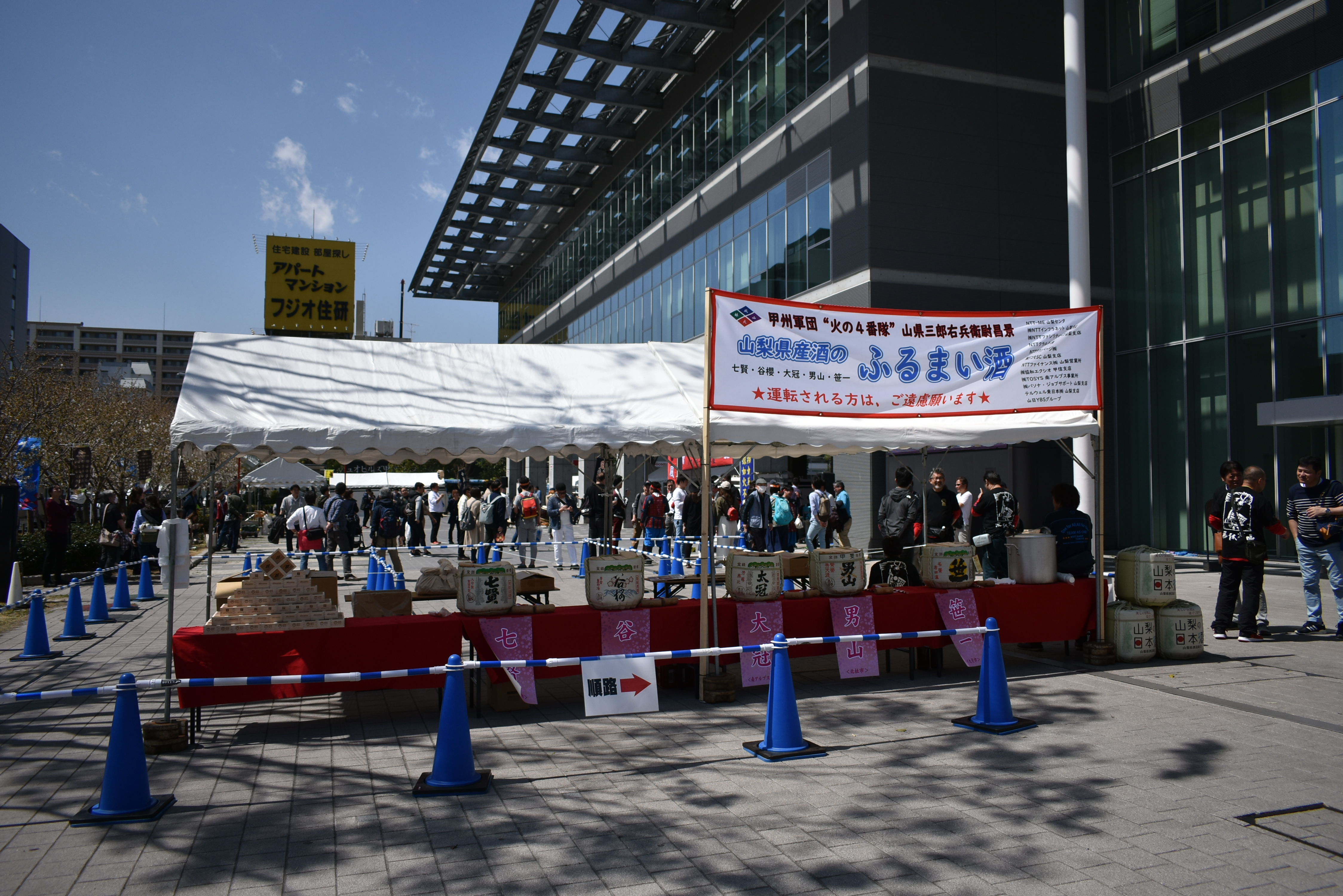
エントランス入口（2019年4月6日撮影）
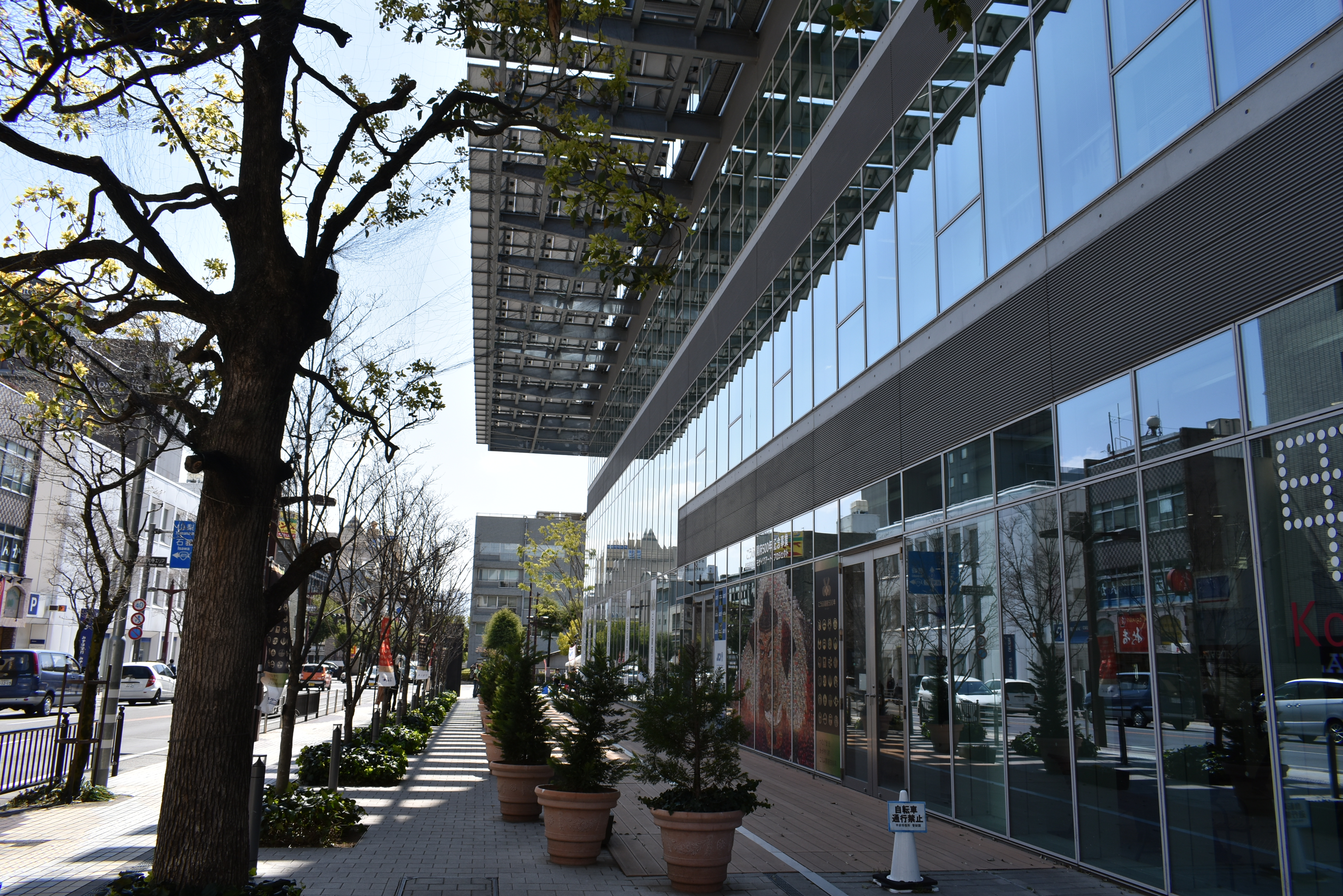
外部通路（2019年4月6日撮影）
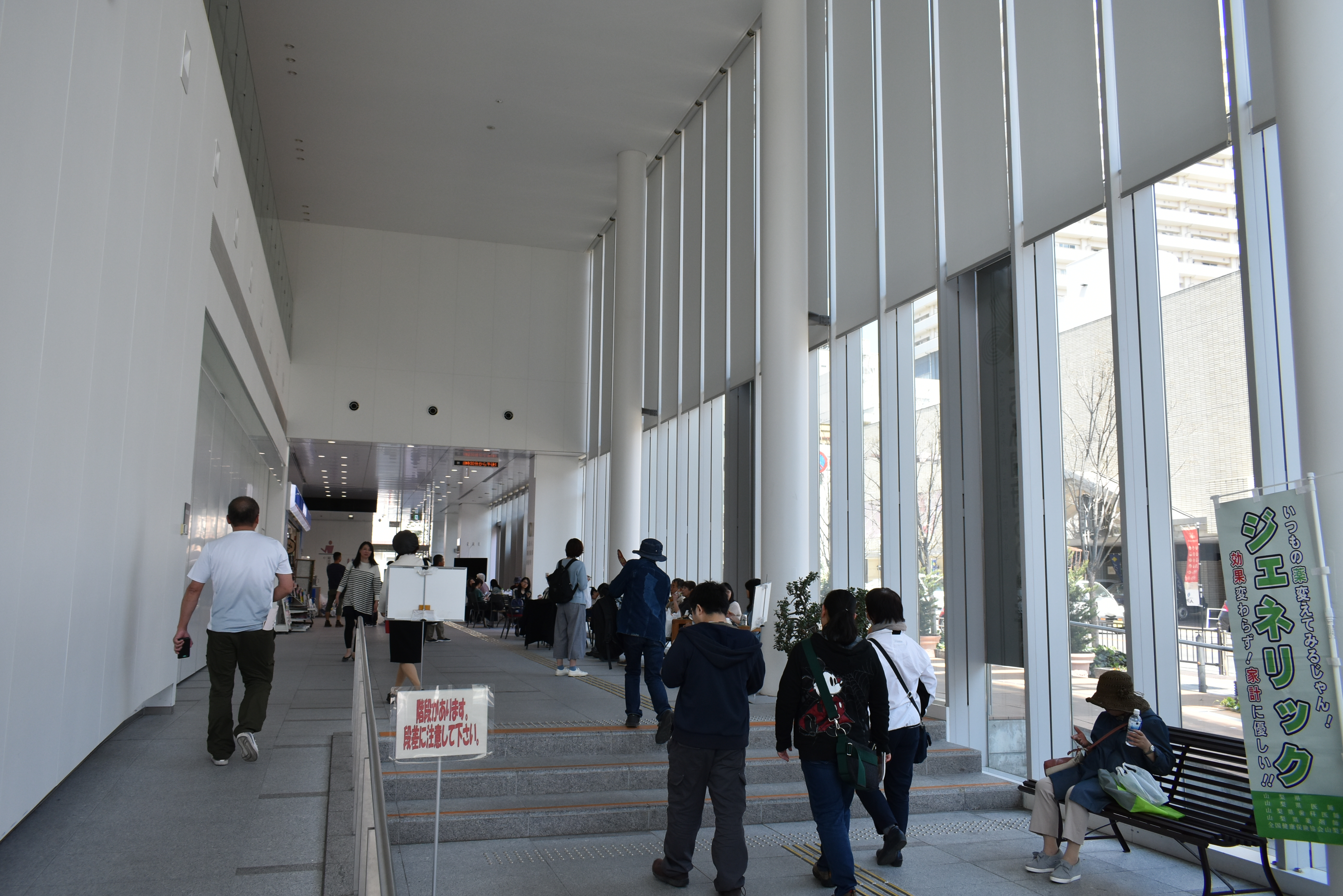
市民プラザ（2019年4月6日撮影）
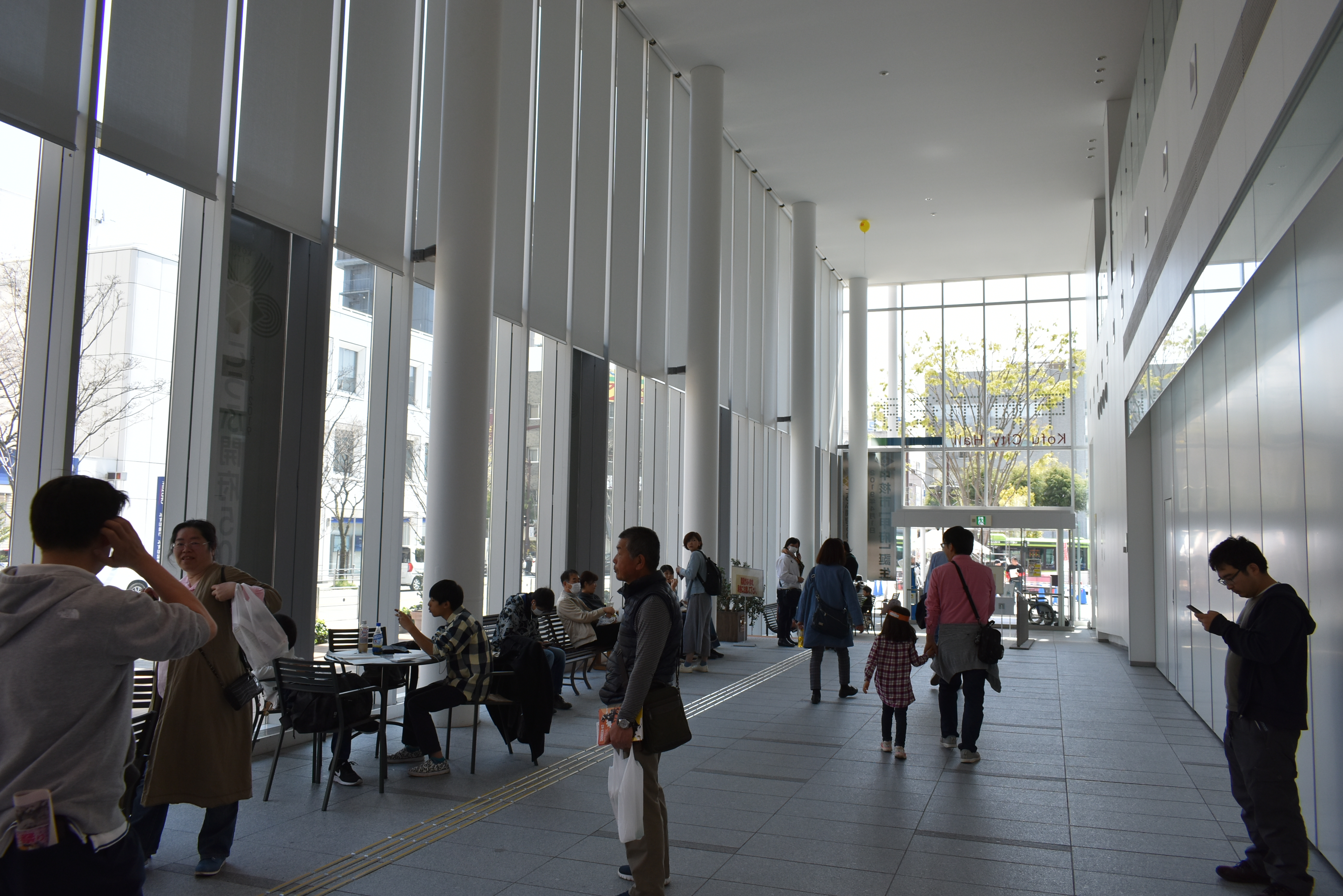
市民プラザ（2019年4月6日撮影）
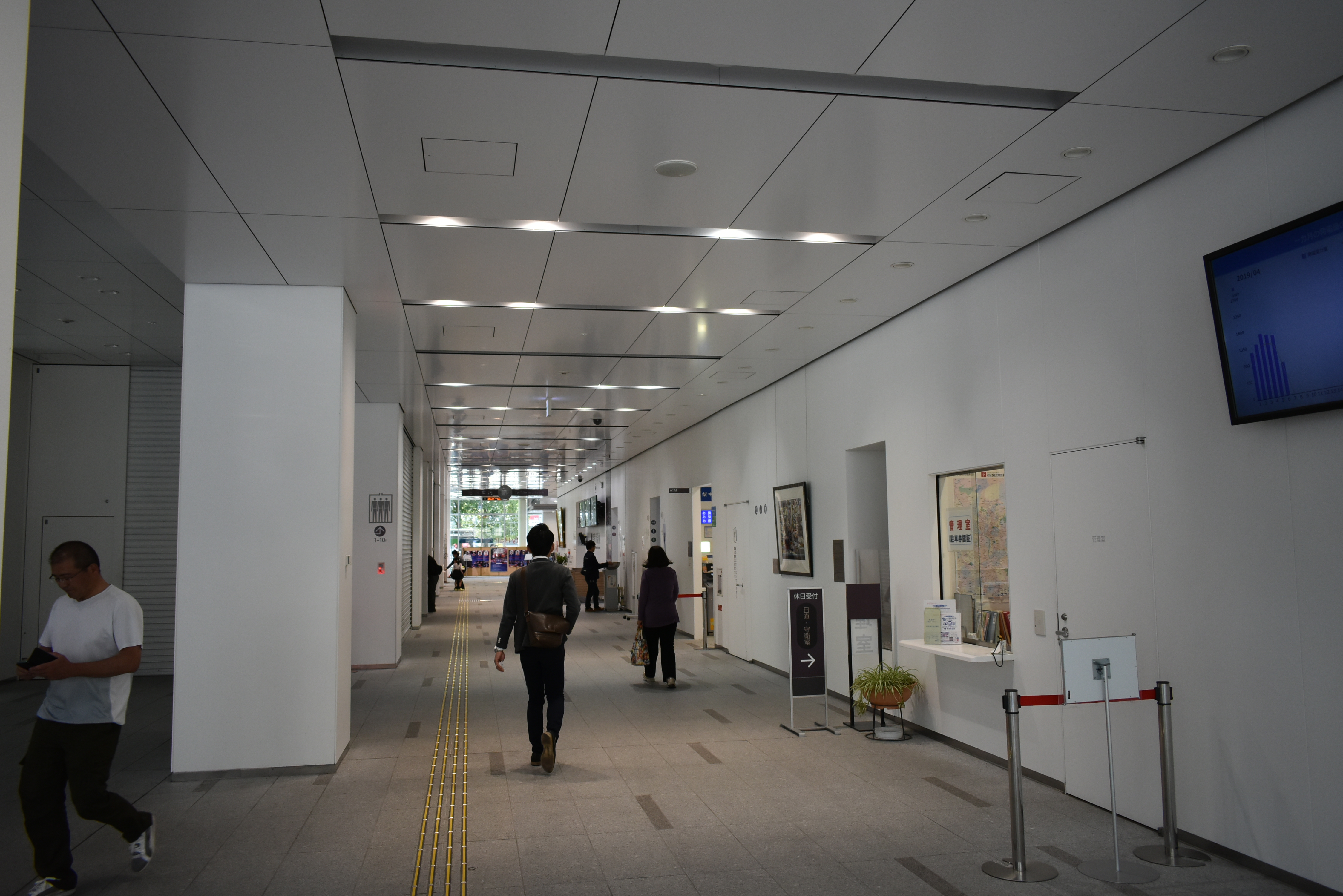
プラザ通路（2019年4月6日撮影）
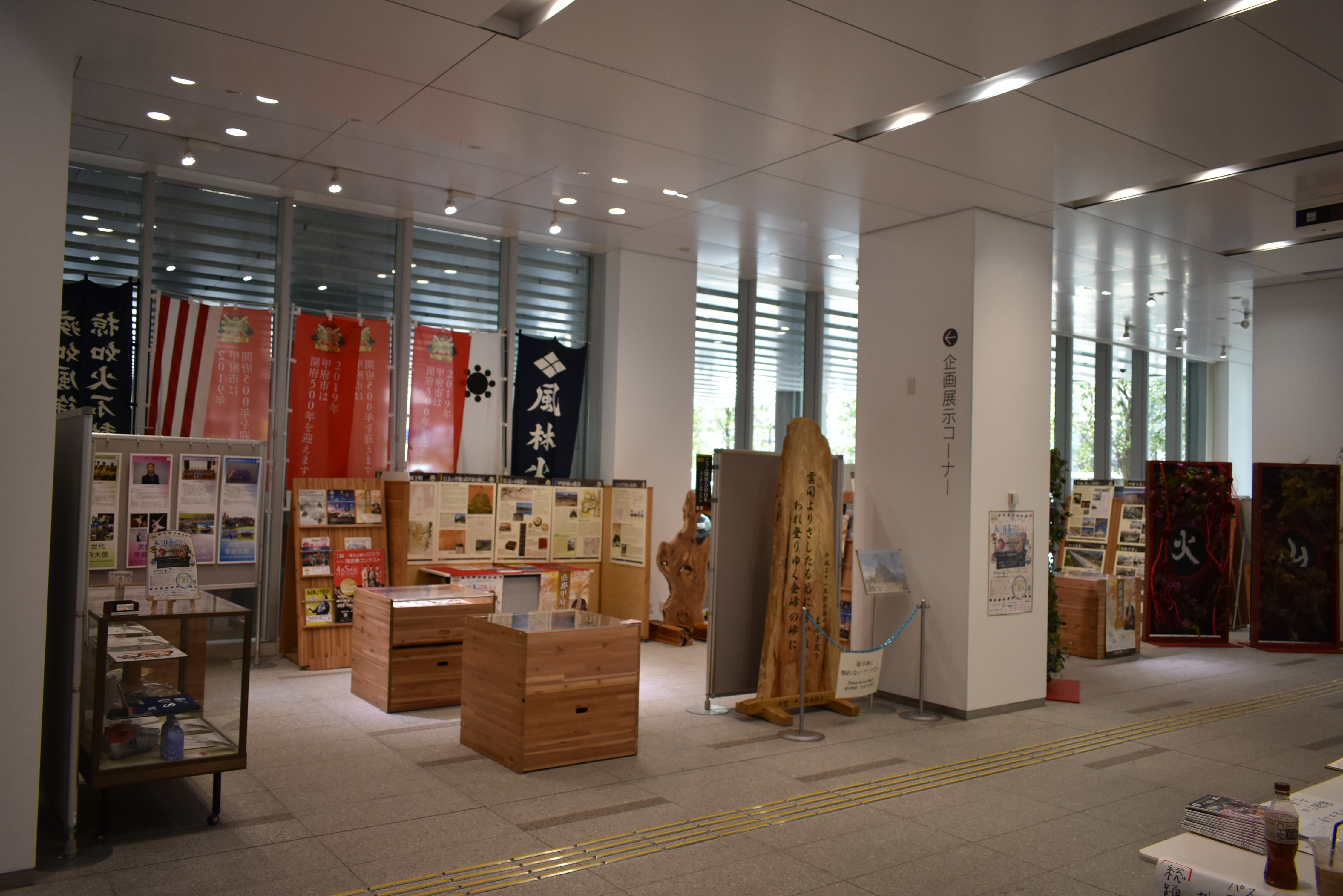
展示コーナー（2019年4月6日撮影）

### 西庁舎

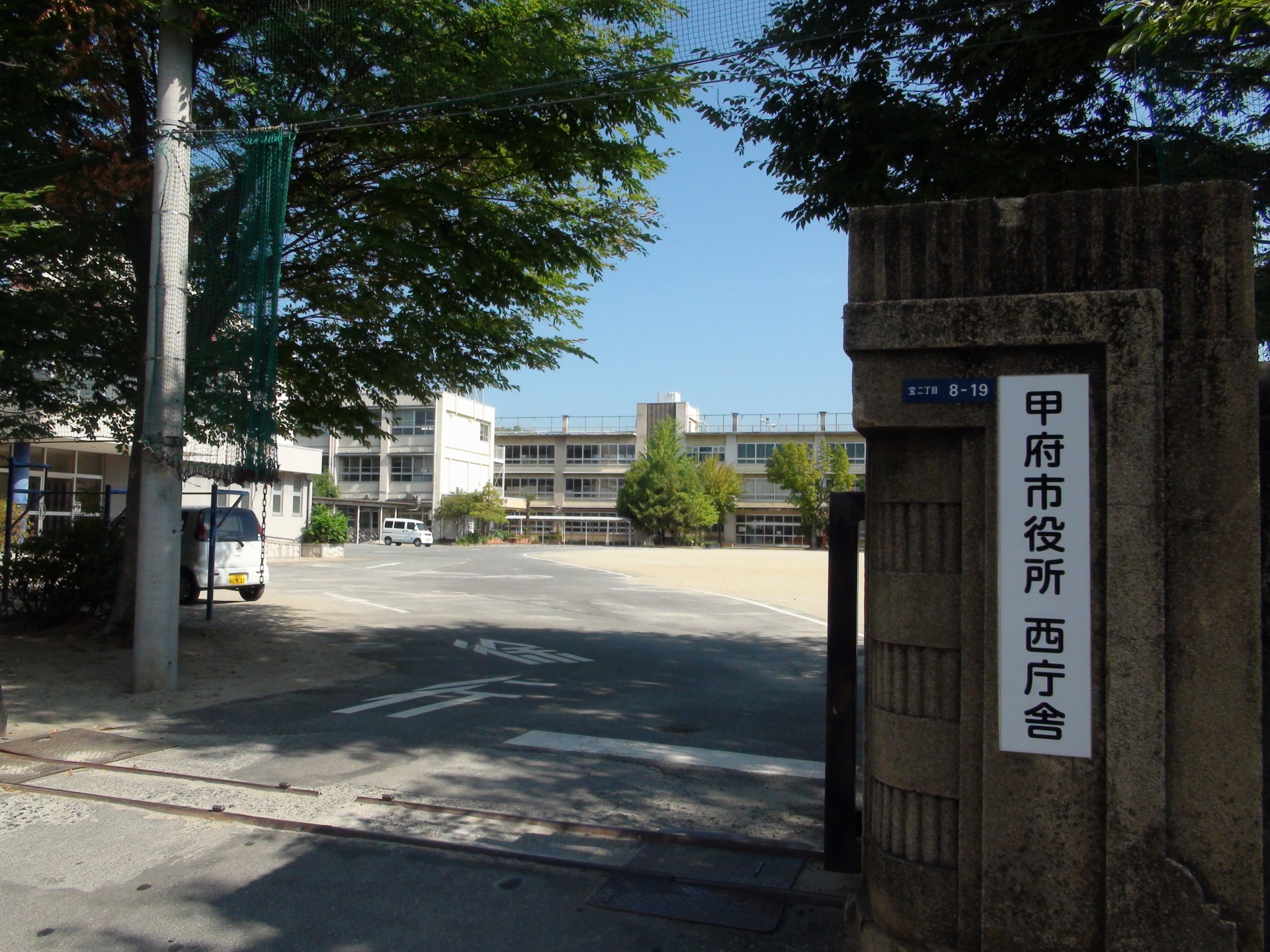
甲府市役所西庁舎（旧穴切小学校校舎を利用している。2013年8月撮影。）

住所：山梨県甲府市宝2-8-19（北緯35度39分47.4秒 東経138度33分35.0秒 / 北緯35.663167度 東経138.559722度）
2005年（平成17年）に閉校した旧甲府市立穴切小学校校舎。
2010年（平成22年）より2013年（平成25年）の間は「穴切仮庁舎」として使用していたものを引き続き使用する。
- 建設部（公園緑地課）

### 南庁舎

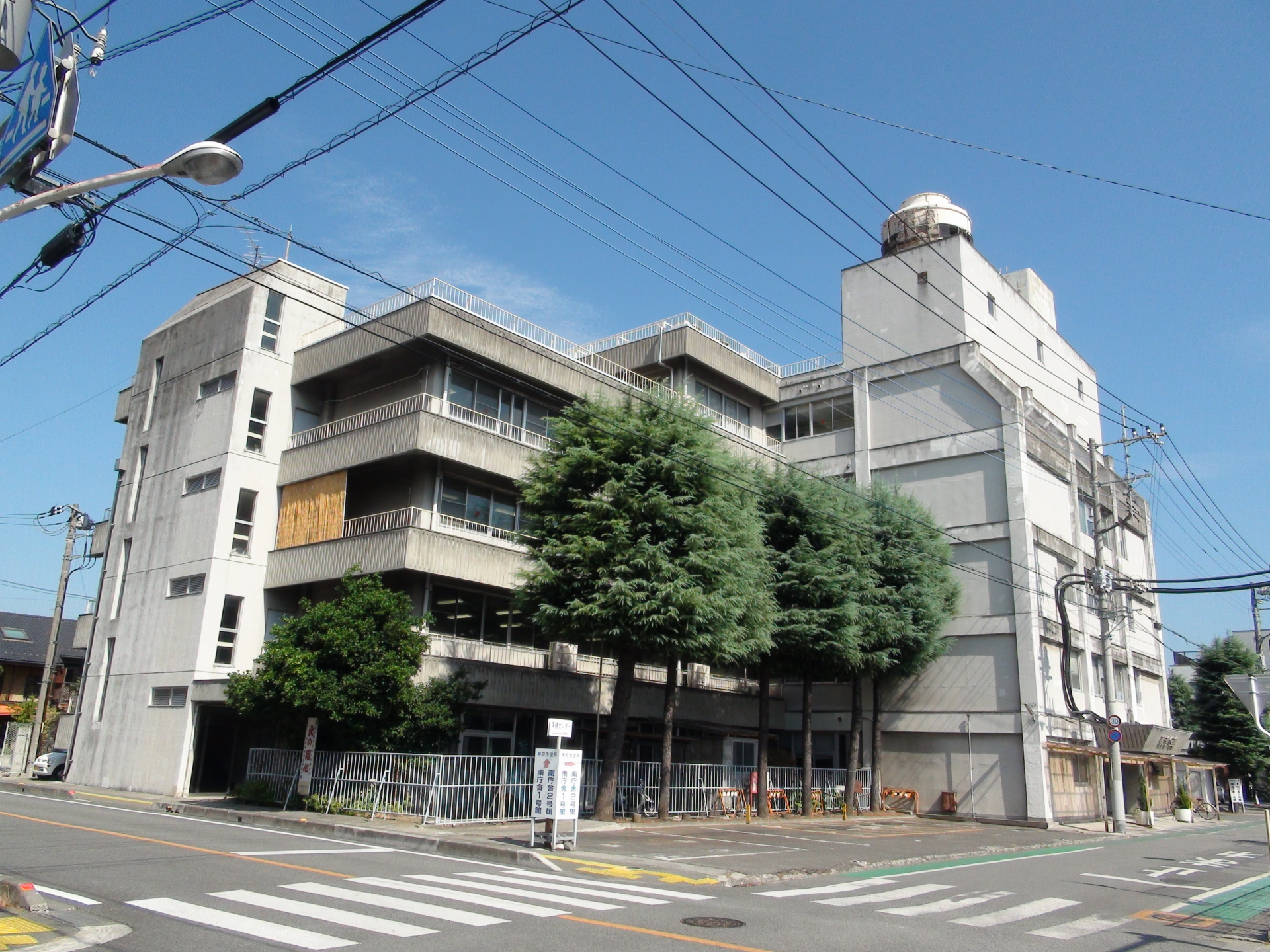
甲府市役所南庁舎（旧、市立甲府病院を利用している。2013年8月撮影。

住所：山梨県甲府市幸町15-6（北緯35度38分44.5秒 東経138度34分20.4秒 / 北緯35.645694度 東経138.572333度）
旧市立甲府病院。
1999年（平成11年）に同病院が増坪町へ移転新築し、旧病院施設を改修し使用している。
- 1号館：男女共同参画センター、福祉部（健康衛生課）、市民部（人権男女参画課）など
- 2号館：訪問看護ステーション・ホームヘルパーステーション

### 支所・出張所
| 名称               | 住所          | 備考                                           | 位置                                   | 画像 |
| ------------------ | ------------- | ---------------------------------------------- | -------------------------------------- | ---- |
| 甲府市総合市民会館 | 青沼3-5-44    | 青沼総合行政窓口センター併設                   | 北緯35度39分8.6秒 東経138度34分30.6秒  |      |
| 北部市民センター   | 湯村3-5-20    | 湯村総合行政窓口センター併設                   | 北緯35度40分49.7秒 東経138度33分0.6秒  |      |
| 南西部市民センター | 国母6-4-2     | 国母総合行政窓口センター併設                   | 北緯35度38分13.8秒 東経138度33分17.8秒 |      |
| 東部市民センター   | 和戸町955-1   | 東部総合行政窓口センター併設                   | 北緯35度39分10.0秒 東経138度36分47.3秒 |      |
| 北東部市民センター | 武田3-1-6     | 武田総合行政窓口センター併設                   | 北緯35度40分31.0秒 東経138度34分11.2秒 |      |
| 南部市民センター   | 下今井町15    | 山城総合行政窓口センター併設                   | 北緯35度36分51.0秒 東経138度34分47.7秒 |      |
| 西部市民センター   | 長松寺町12-30 | 池田総合行政窓口センター併設                   | 北緯35度39分54.8秒 東経138度32分24.0秒 |      |
| 大里悠遊館         | 大里町3805-1  | 大里総合行政窓口センター併設                   | 北緯35度36分53.8秒 東経138度33分58.1秒 |      |
| 中道支所           | 下向山町1523  | 旧中道町役場。中道総合行政窓口センター併設     | 北緯35度35分21.0秒 東経138度34分40.5秒 |      |
| 上九一色出張所     | 古関町1158    | 旧上九一色村役場。上九総合行政窓口センター併設 | 北緯35度31分50.8秒 東経138度36分35.6秒 |      |

### その他
関連施設として上下水道局建屋などが存在する。

## かつて存在した庁舎

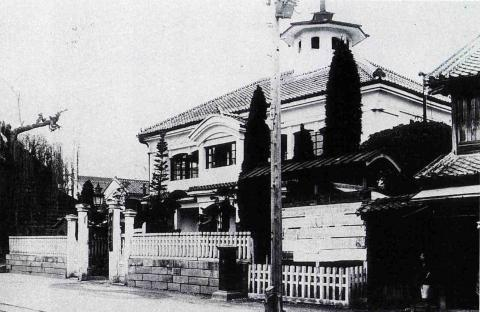
初代甲府市役所庁舎。1889年（明治22年）市制施行当時の写真。

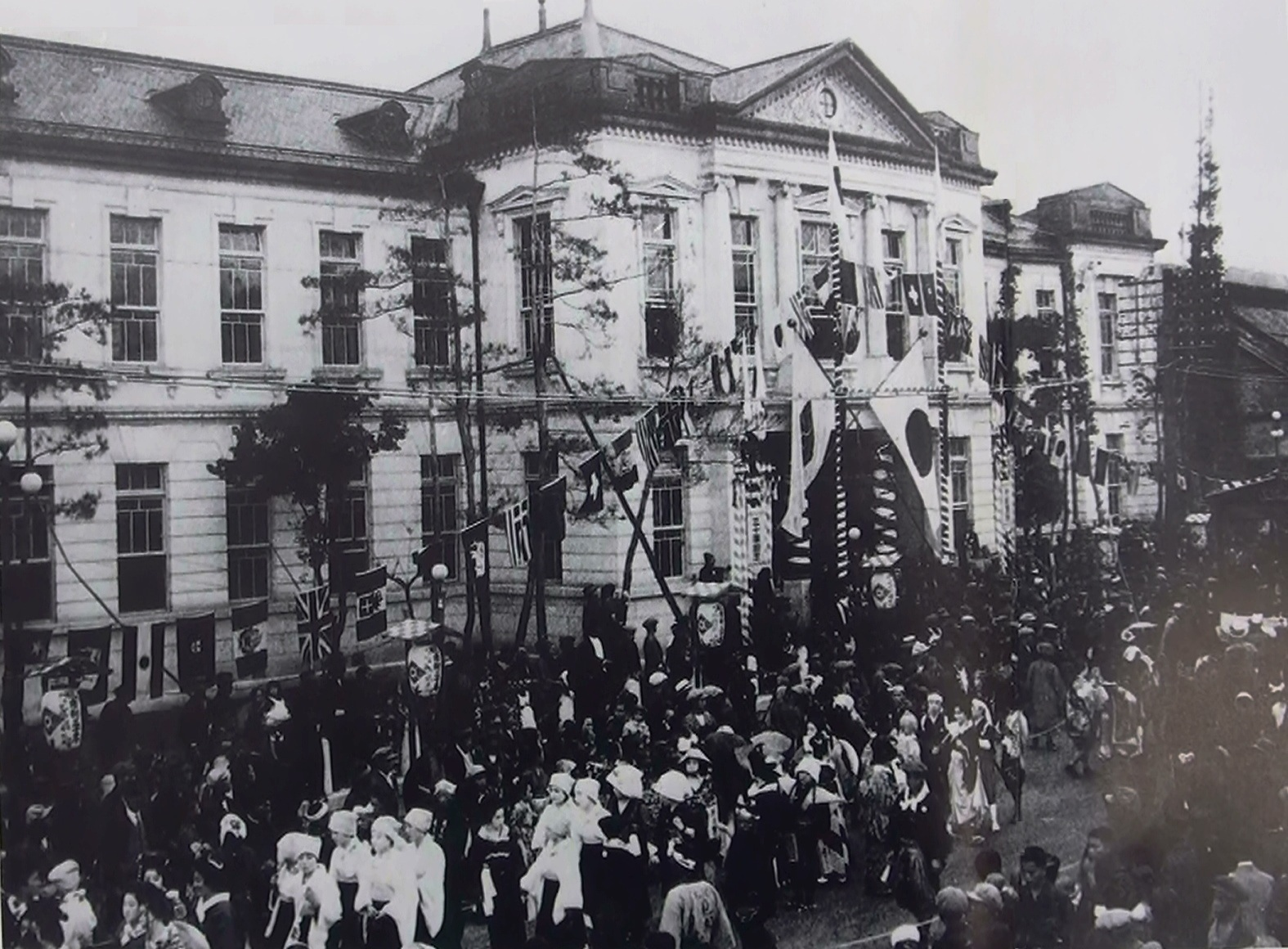
2代目甲府市役所庁舎。1918年（大正7年）市制施行30周年式典時の写真。

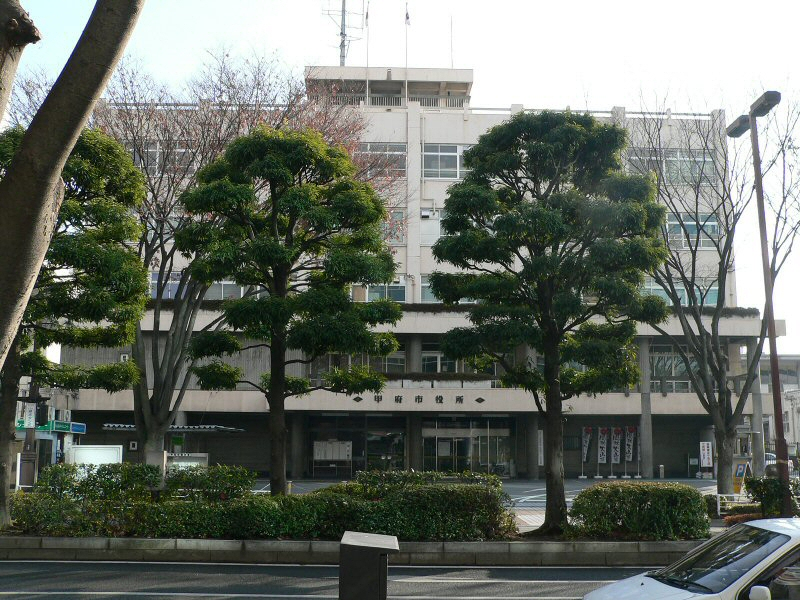
4代目甲府市役所庁舎（1号館）。2007年（平成19年）12月撮影。

### 初代庁舎
1889年（明治22年）竣工、藤村式建築の旧梁木学校校舎を流用。老朽化に伴い移転後解体され現存せず。
現在の山梨県法人会館付近に位置していた。（北緯35度39分25.4秒 東経138度34分18.0秒 / 北緯35.657056度 東経138.571667度）

### 2代目庁舎
1915年（大正4年）に鉄筋コンクリート・レンガ造2階建として竣工。1945年（昭和20年）の甲府空襲により焼失。
2013年現在の甲府商工会議所の道路を挟んだ向い側に位置していた。（北緯35度39分29.1秒 東経138度34分10.9秒 / 北緯35.658083度 東経138.569694度）

### 3代目庁舎
1938年（昭和13年）に旧甲府市水道局（現在は上下水道局）の庁舎として現在の本庁舎と同じ区画（厳密には区画の南西側、現在の一般用駐車場出入口付近）に竣工。鉄筋コンクリート造、地上3階建。
1945年（昭和20年）に上述の2代目庁舎が焼失したため罹災を免れた水道局庁舎を市役所本庁舎としても使用することになったが、スペースが不足したことから軍需工場の建物を増床用に移設している。
その後も随時増床増築を繰り返していたが、その風貌から「ムカデ庁舎」と呼ばれていた。
1961年（昭和36年）に後述の4代目庁舎竣工後は増床増築部分を解体し、水道局として建てた部分を「西庁舎」（上述の西庁舎とは別）として使用していたが、老朽化と駐車場スペース確保を目的に1995年（平成7年）に解体された。

### 4代目庁舎
1号館から4号館まで存在。うち甲府市が独自に建設したのは1号館のみであり、2号館から4号館は既存建物を取得のうえ改装し使用していた。2010年（平成22年）に新庁舎工事のため全建物が解体された。
1号館
上述の3代目庁舎が無理な拡張工事により腐朽化しており、労働基準局からも退去を迫られていた一方で財政再建団体に指定されていたことから新庁舎建設ができずにいたが、1960年（昭和35年）に再建額を完済する目処がついたことから内藤多仲設計により着工され、1961年（昭和36年）に3代目庁舎と同じ区画の北側（県庁・甲府駅寄り）に事務棟と議会棟が竣工した。
事務棟は鉄筋コンクリート造地上5階地下1階建、議会棟は地上2階建、延床面積は2棟合わせて約8,840m2、建物高は25.40m（事務棟）である。2棟あわせて1つの館にまとめられていたが、議会棟は「別館」とも呼ばれていた。
2号館
1964年（昭和39年）に甲府中央郵便局の建物として竣工。地上3階地下1階、延床面積約2,110m2、建物高12.60m。1975年（昭和50年）郵便局移転により取得。当初は「中庁舎」であったが、3号館取得に合わせ変更されている。
3号館
1931年（昭和6年）に逓信省（のちにNTT錦支局）の建物として竣工。地上2階建、延床面積は約600m2、建物高7.80m。甲府市役所と同じ区画にあり、区画をすべて市庁舎敷地にする目的から1995年（平成7年）に西別館と交換で取得。取得後駐車場用地確保を目的に一部が取り壊されている。
なお、当初は1929年（昭和4年）竣工とされていたが、市の調査により4号館と一体の建物と判明したことから4号館と同じ竣工年に変更されている。
4号館
1931年（昭和6年）に旧甲府中央郵便局の建物として山田守の設計により竣工。地上2階建、延床面積は約1,700m2、建物高12.30m。1975年（昭和50年）に上述の2号館とあわせ取得。当初は「南庁舎」（上述の南庁舎とは別）であったが、3号館取得に合わせ変更されている。
3号館同様歴史ある建物であることからこの庁舎は保存運動も展開されたが、耐震補強を含めた保存費用が膨大になることや新庁舎建設に充当される補助金の条件に抵触することなどから保存を断念している。

### 西別館
2棟存在したが、1995年（平成7年）本庁舎3号館と交換する形でNTTに売却。その後建物は解体され、現在はNTTドコモ甲府丸の内ビルになっている。
1号館
旧甲府地区消防本部。1989年（平成元年）に消防本部移転に伴い取得。
2号館
旧民間ビル（岩間ビル）、1992年（平成4年）取得。

### 相生仮本庁舎
元々は2005年（平成17年）に閉校した甲府市立相生小学校の校舎であった。
2010年（平成22年）より2013年（平成25年）までの庁舎建て替え時に使用された。全部で5棟あり、1号館から5号館まで存在した。
一時は新庁舎建設候補地として挙がっていたが、最終的に現在地での建設に決定している。新庁舎完成後の利用は現在検討中である。

### 遊亀会館
甲府市遊亀公園附属動物園に隣接する形で1965年（昭和40年）に竣工。当初は公民館の機能を有していたが、甲府市総合市民会館の竣工・機能移転後は建設部や市教育委員会などが入居していた。築50年以上が経過し老朽化が著しく、2013年に入居していた部署が新築された本庁舎へ移転を機に建物は閉鎖・解体されている。

### その他
2003年（平成15年）から2009年（平成21年）までの間、かつてダイエー甲府店が入居していた「甲府銀座ビル」の一部を借り上げ市民交流施設に充てていた。
また、甲府西武としてかつて営業し、その後県の施設である「山梨県民情報プラザ」の一部フロアを間借りしたこともある。

## 業務時間
通常業務（本庁舎および全ての総合行政窓口センター）
- 月曜日 - 金曜日
  - 8時30分 - 17時30分

日曜窓口（本庁舎および青沼、東部、池田の各総合行政窓口センター）
- 日曜日
  - 8時30分 - 17時15分

## 交通アクセス
本庁舎
- JR中央本線・身延線甲府駅南口より徒歩6分[7]
- 山梨交通・富士急バスで、甲府市役所（前）または甲府警察署（前）バス停下車[7]

## 庁舎建て替え

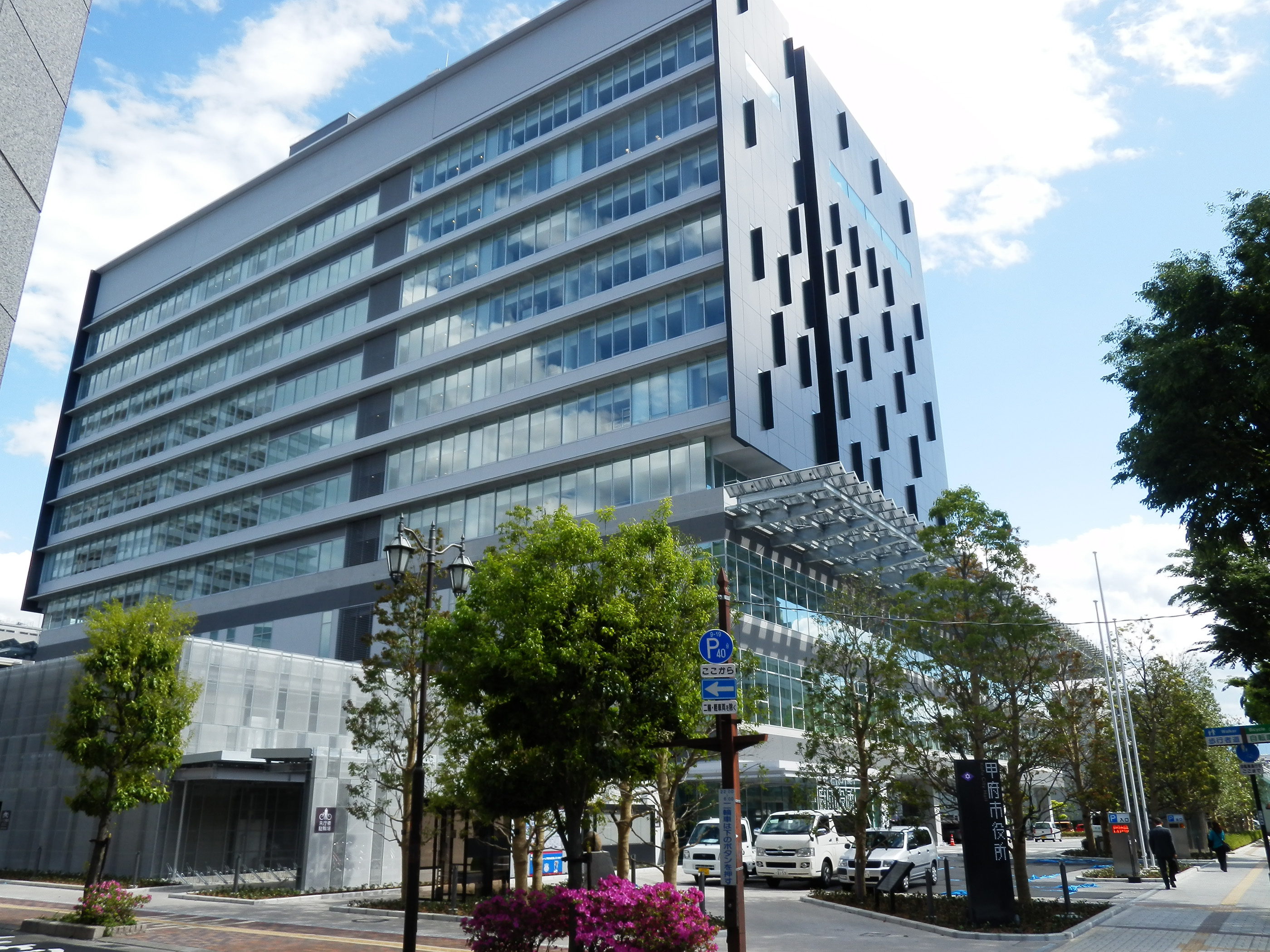
甲府市役所新庁舎（平和通り東側歩道より撮影）

### 経緯
旧庁舎は1961年（昭和36年）に建てられた1号館をはじめ4棟ある本庁舎がいずれも築40年以上と老朽化が進行しており、1998年（平成10年）に行われた耐震診断において東海地震が発生した場合倒壊する可能性が極めて高いことが指摘された。本庁舎自体も周辺の建物を買収しては組み込んでいたことから迷路状態になってしまったうえ、駐車場スペースが不足しており市は旧西庁舎を解体して駐車場に充てるなどしたがそれでも充分ではなく、一般利用者は周辺の民間駐車場を利用して来庁するしかなかった。さらに敷地面積の都合によりこれ以上拡張することができず、一部組織が本庁舎から離れた市施設へ分散、さらには民間ビルや県の施設を間借りしてその場をしのぐ状態であった。これらについて市民のポータルサイトをはじめ、主要マスメディアにも取り上げられるなど市政において長年の懸念材料であった。
建替え計画自体は1984年（昭和59年）の市議会の記録からあり、この時は老朽化や耐震性の問題ではなく1989年（平成元年） の市制100周年事業の一環として構想が持ち上がったが甲府市総合市民会館の建設に留まり、その後新庁舎の建設基金が設立されるも財政難による停滞から中止に追い込まれるなど上記耐震性の問題が指摘された後も計画は滞っていた。
しかし2003年（平成15年）の甲府市長選挙で宮島雅展が庁舎建替えを選挙公約に掲げて当選したことや、平成の大合併により甲府市・中道町・上九一色村北部が合併し合併特例債などによる財源の目処がたったことで新庁舎建設の話が進展した。現在地への建て替えのほかに廃校の跡地へ移転するなどの構想もあったが、2007年9月の市議会において現在地で建て替えることが決定した。
新庁舎は2011年（平成23年）に着工、2013年（平成25年）3月25日に竣工し、甲府市に引き渡された。4月20日に完成式典が行われている。

### ギャラリー

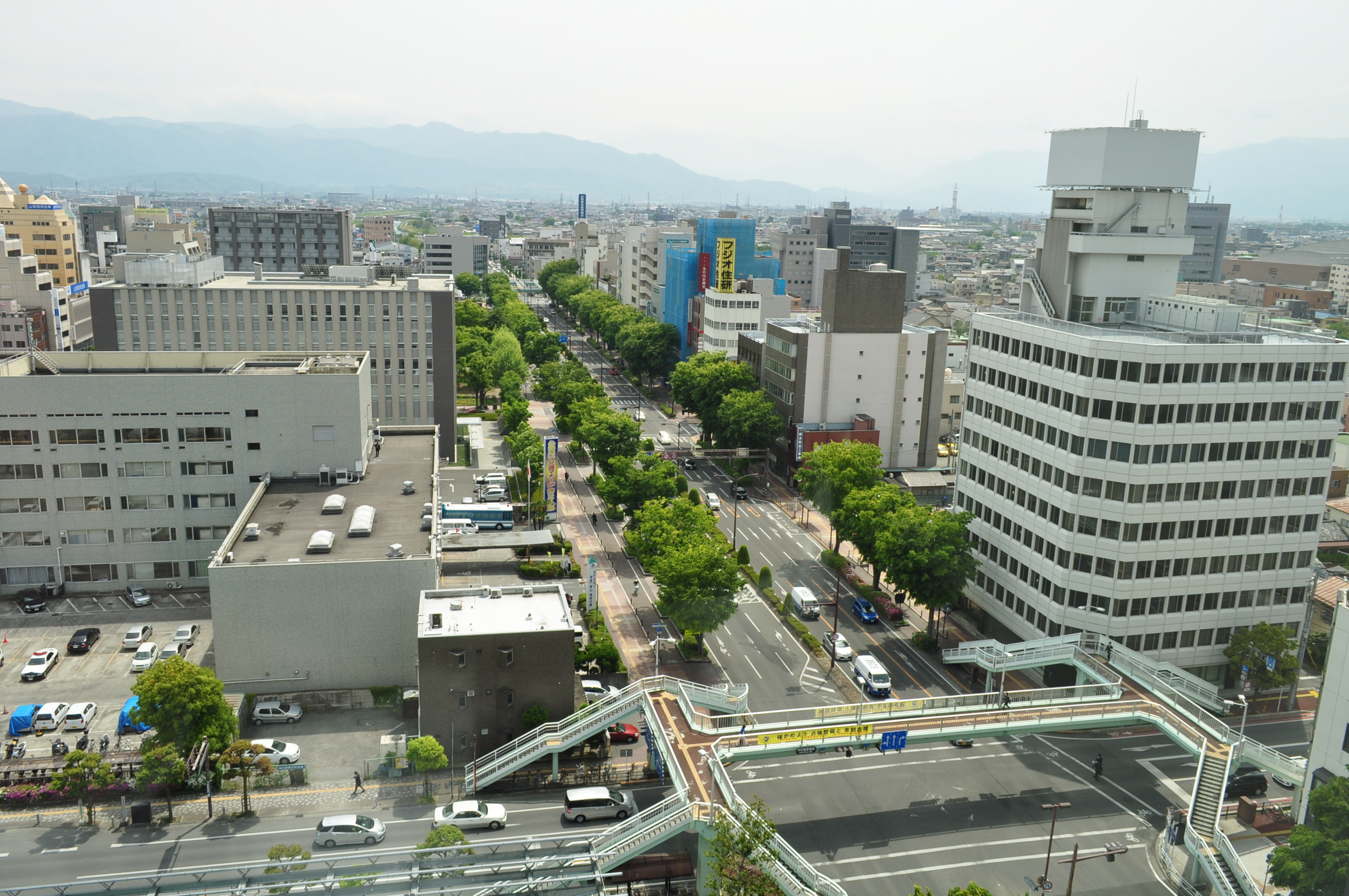
甲府市役所新庁舎の最上階から南側平和通りを見る（2014年5月8日撮影）
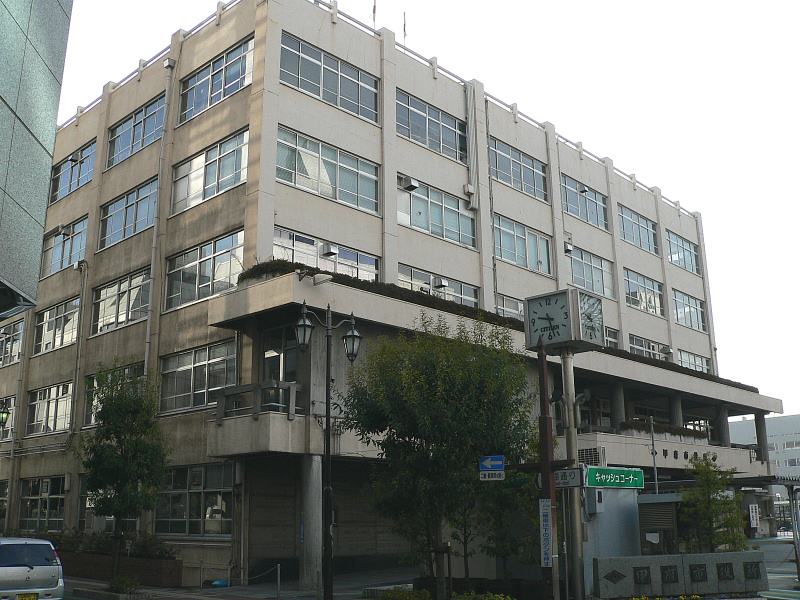
旧1号館。右上の新庁舎写真とほぼ同じ位置から撮影したもの。
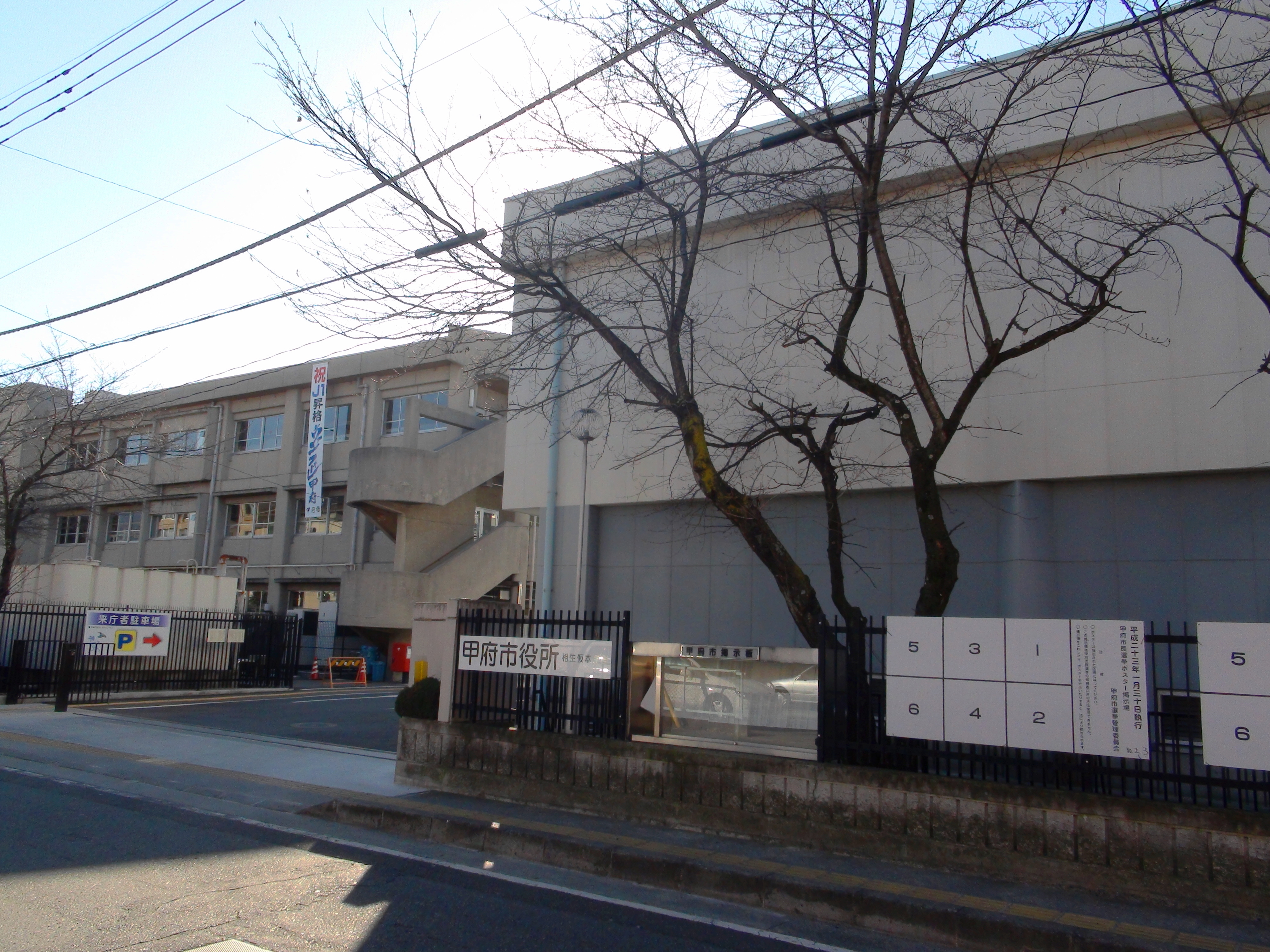
建替え工事中に使用していた相生仮本庁舎（旧・相生小学校）
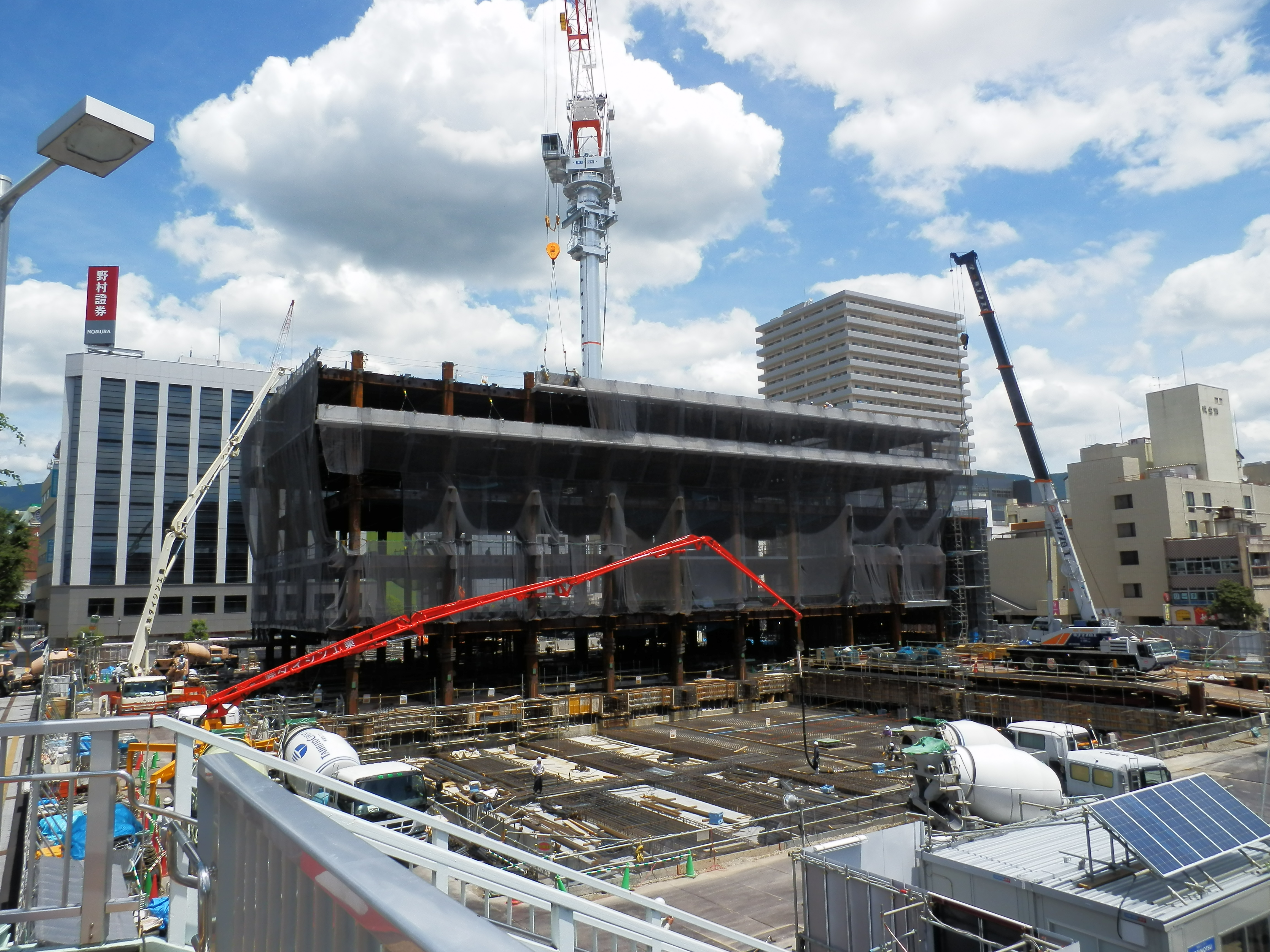
2012年7月時点の甲府市役所新庁舎。基礎工事が完了し本体工事が開始されてから1ヶ月が経過。
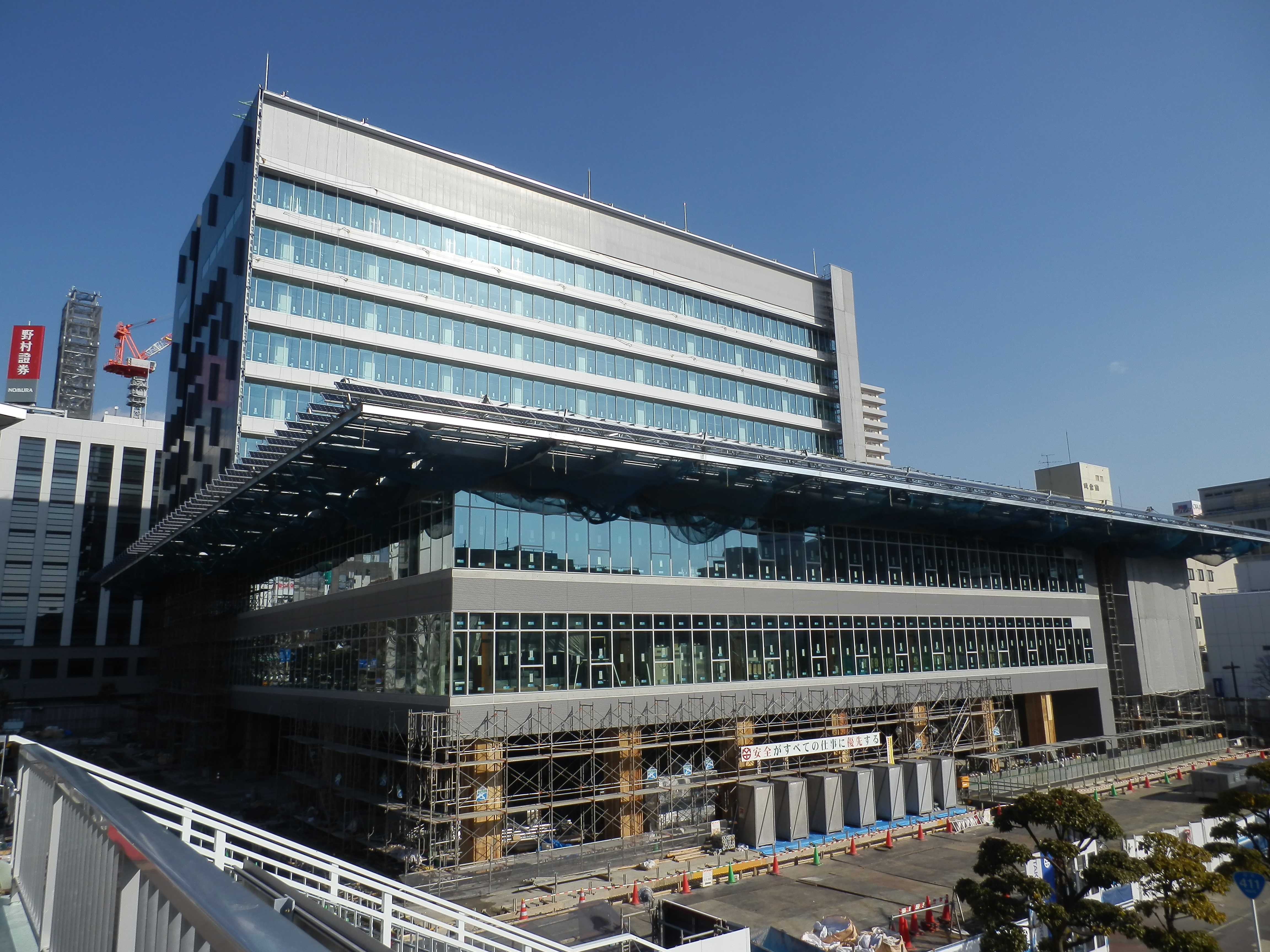
2013年1月時点の甲府市役所新庁舎。12月に外観工事がほぼ完了し内装工事が行われている。
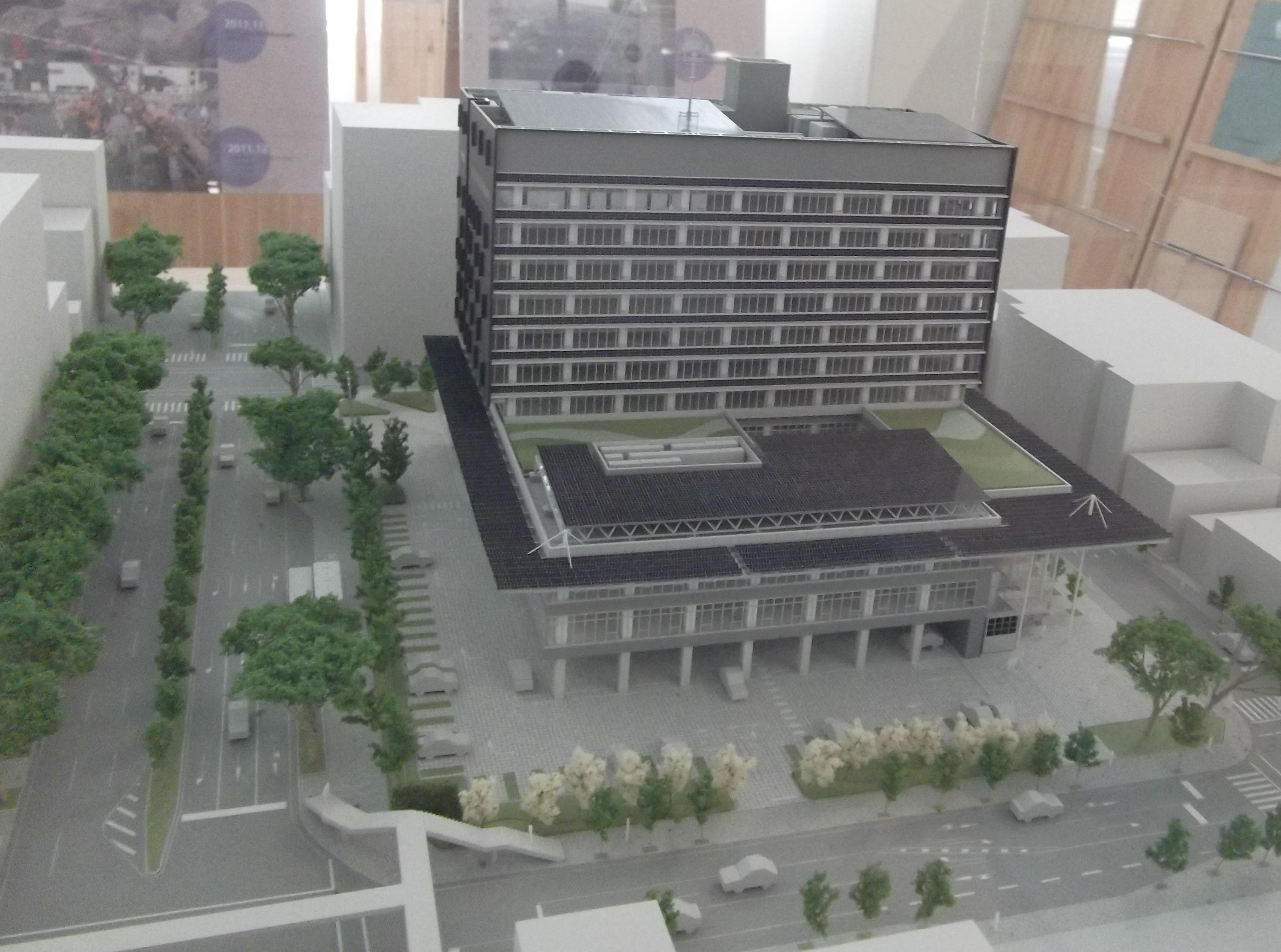
完成した市役所にある、市役所そのもののジオラマ。